# Выступления оппозиции в Грузии (2007)
Выступления оппозиции в Грузии 2007 года — многотысячные митинги в Тбилиси (до 50 000 человек) лидеров оппозиционных партий Грузии и поддерживающих их жителей страны, направленные против политического курса, проводимого правительством Грузии и лично президентом Михаилом Саакашвили. 
Это был самый тяжёлый политический кризис в Грузии со времён цветной Революции роз в 2003 году, которая в первую очередь привела к власти правительство Саакашвили.

## Хронология
Первые протесты, вылившиеся в массовые демонстрации, последовали в сентябре 2007 года и носили мирный характер; численность митингующих была невелика. Однако после обвинений, высказанных в прямом эфире грузинского телеканала «Имеди» экс-министром внутренних дел Грузии Ираклия Окруашвили в адрес действующего президента обстановка в Грузии накалилась. В частности, в речи Окруашвили говорилось о физическом уничтожении политических оппонентов Михаила Саакашвили с ведома самого президента, в пример приводилось убийство Зураба Жвании.
Следующий этап протестов начался в ноябре 2007 года, а именно 2 ноября перед зданием парламента в Тбилиси, собрались, по различным оценкам, от 50 до 100 тысяч сторонников оппозиции, с требованиями проведения досрочных парламентских выборов, изменения избирательного законодательства и освобождения всех политзаключённых страны. Когда власти отказались идти на уступки, лидеры оппозиции заявили, что их главным требованием становится отставка президента. В последующие дни количество митингующих составляло от 10 000 до 15 000 человек, позже количество демонстрантов сократилось до нескольких тысяч. Утром, 7 ноября, когда у здания парламента находилось около 200 человек, их оттеснили с площади сотрудники полиции, ссылаясь на то, что участники акции мешают движению общественного транспорта, а площадь нуждается в уборке. Между митингующими и полицией завязалась потасовка, к месту событий стали стягиваться большие силы оппозиционеров, через некоторое время к площади были стянуты подразделения спецназа. Они применили против собравшихся слезоточивый газ и водомёты. В больницы Тбилиси было доставлено около 360 пострадавших с отравлениями различной степени тяжести, позже появилась информация о 600 пострадавших.
Как отмечала по этому поводу международная правозащитная организация Human Rights Watch:
Наши исследования ясно показывают, что грузинские власти перешли черту, когда полиция преследовала и избивала мирных демонстрантов и терроризировала журналистов. Действия полиции 7 ноября не были законными мерами по охране правопорядка.
Среди избитых полицией были лидеры оппозиции, журналисты и омбудсмен Грузии Созар Субари, который сказал: «Я видел, как дубинками избивали лежачих людей. Пытался остановить их, но меня самого жестоко избили», «Грузия превратилась в страну, где права человека не защищены на элементарном уровне».
7 ноября с телеобращением к нации выступил президент Михаил Саакашвили. Он оправдал разгон митинга, заявив, что предотвратил тем самым попытку насильственного свержения конституционного строя в стране. Кроме того, в заявлении президент высказал подозрения в причастности российских спецслужб в организации беспорядков, которые вскоре были официально подтверждены, а в доказательство приводились аудиозаписи телефонных разговоров и материалы негласного видеонаблюдения. По словам одного из оппозиционных грузинских политиков Шалвы Нателашвили, которого Саакашвили обвинил в «заговоре», власти демонстрировали кадры официальных встреч, выдавая их населению за «шпионские беседы». Немногим позже МИД Грузии объявил персонами нон грата трёх сотрудников российского посольства. В ответ на это МИД России так же объявил персонами нон грата трёх старших дипломатов посольства Грузии.
Вечером того же дня в Тбилиси был объявлен режим чрезвычайного положения, когда запрещены все протесты и массовые демонстрации и работа независимых радио- и телестанций. После призывов США и Евросоюза чрезвычайное положение было отменено через 11 дней 16 ноября.
25 ноября оппозиция собрала на митинг 15 тысяч человек с призывом к народу объединиться против насилия и требованием к властям дать возможность возобновить вещание независимых СМИ.
Итогом выступлений стало назначение президентом Саакашвили президентских выборов в Грузии на 5 января 2008 года.